# 北城区街道 (丰镇市)
北城区街道，是中华人民共和国内蒙古自治区乌兰察布市丰镇市下辖的一个乡镇级行政单位。

## 行政区划
北城区街道下辖以下地区：
武仓街社区、土塘街社区、北毛店街社区、北坡街社区、北山街社区、南毛店街社区、义和街社区和大西街社区。